# Antigone (Honegger)
Pour les articles homonymes, voir Antigone.
Antigone est une tragédie musicale en trois actes composée entre 1924 et 1927 par Arthur Honegger sur un livret de Jean Cocteau d'après la tragédie de Sophocle. Troisième œuvre lyrique du compositeur après Le Roi David et Judith, elle est créée au théâtre de la Monnaie à Bruxelles le 28 décembre 1927 dans des décors de Pablo Picasso et des costumes de Coco Chanel. L'œuvre est jugée avec nuance à sa création. L'œuvre est peu jouée et n'est connue que par un enregistrement dirigé par Maurice Le Roux.

## Genèse
Dès 1922, Honegger pense à une adaptation de la tragédie grecque Antigone de Sophocle. Charles Dullin lui demande des esquisses et Pablo Picasso dessinerait les costumes d'une œuvre scénique. Les années 1920 voient la création d'œuvres lyriques héritières des traditions antérieures, qualifiées par certains de passéistes comme Cardillac de Paul Hindemith tirant sur la musique de chambre, ou Wozzeck d'Alban Berg et ses inspirations wagnériennes. Igor Stravinsky confie à Honegger : « Il n'y aura bientôt plus que vous et moi qui ne ferons pas retour à quelque chose ».

### Le livret de Jean Cocteau
Jean Cocteau est l'auteur du livret qu'il adapte librement de la tragédie grecque. Il précise son travail et écrit « C'est tentant de photographier la Grèce en aéroplane. [...] Peut-être mon expérience est-elle un moyen de faire vivre les vieux chefs-d’œuvre. À force d'y habiter, nous les contemplons distraitement mais parce que je survole un texte célèbre, chacun croit l'entendre pour la première fois. » Cette phrase révèle la désinvolture de Cocteau et sa volonté à ne pas coller à l'essence de la tragédie de Sophocle.

### Musique: Honegger et des buts nouveaux
Honegger compose la musique de janvier 1924 à février 1927 et précise les perspectives de son œuvre : « Envelopper le drame d'une construction symphonique serrée sans en alourdir le mouvement. Remplacer le récitatif par une écriture vocale mélodique. [...] Chercher l'accentuation juste, surtout dans les consonnes ». Cette perspective renonce à transformer l'œuvre sous forme d'oratorio formel comme il l'a fait pour Le Roi David dont la première version scénique a laissé la place à un oratorio où les parties sont liées par des récitatifs parlés. 
Dans son approche sur les consonnes, le compositeur rejoint la démarche des expressionnistes germanophones ou anglophones comme James Joyce et précise : « J'ai cherché l'accent juste, surtout dans les consonnes d'attaque [...]. Dans le chant classique, au royaume du bel canto, la voyelle était reine, sur A, E, I, O, U, on peut tenir le son aussi longtemps que l'on veut » et cite l'exemple d'une accentuation sur un trait du personnage Créon « Assez de sottises, vieillesse » et prosodie « Assez de sottises, vieillesse ». Le compositeur Marcel Delannoy, ami et biographe d'Honegger, précise que « si le souci prosodique est dominant, il s'y ajoute la volonté de renforcer le mot, menacé d'effacement, de toute la plasticité possible. »
Le « resserrage de l'écriture » trouve son expression dans l'absence de valeur rythmique supérieure à la noire, peu de passages en allegro, l'orchestre est peu présent mais progresse au rythme de la prosodie.

## Création, réception et postérité

### Création et réception

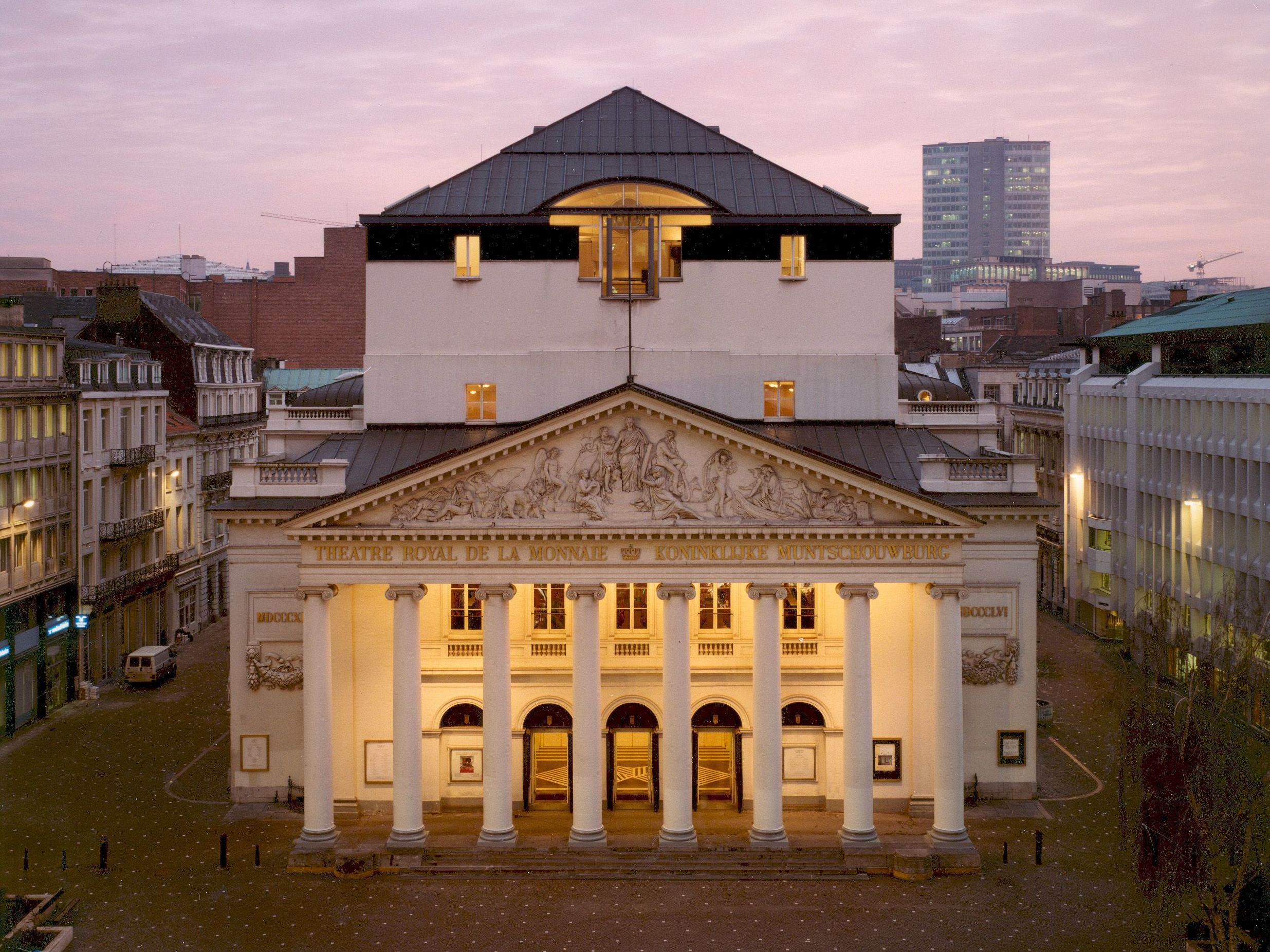
Le Théâtre de la Monnaie à Bruxelles où est créée l'œuvre le 28 décembre 1927

Cette tragédie lyrique est créée au théâtre de la Monnaie à Bruxelles le 28 décembre 1927 sous la direction de Corneil de Thoran dans les décors créés par Pablo Picasso et les costumes imaginés par Coco Chanel. L'œuvre est un échec et le livret fait l'objet des attaques les plus sévères tandis que la musique d'Honegger est au mieux qualifiée d'élitiste. Le rôle d'Antigone est chanté par Simone Ballard,.
À propos du livret, Pierre Meylan confie : « Je dois avouer que je n'ai jamais lu un livret aussi ennuyeux que celui de Cocteau. [...] Comment peut-on travestir à ce point son talent de rare fantaisiste » et Jacques Feschotte, biographe d'Honegger, regrette que « dans sa volonté de resserrer le texte de Sophocle, Cocteau a ramené à une sorte de fait-divers desséché un chef-d’œuvre de la poésie dramatique ».
Quant à la musique, la tragédie grecque impose au compositeur une tension dramatique et une atmosphère lourde pendant toute la durée de l'œuvre et le handicape : les rythmes sont saccadés, appuyés, syncopés, « épuisent l'attention » des auditeurs et, contrairement au Roi David et à Judith, les temps de repos sont rares.
Marcel Delannoy nuance ces propos et précise qu’Antigone représente pour Honegger « le plus furieux effort, non seulement de sa plume, mais de sa pensée [...] poussant à l'extrême son système déclamatoire [...] On est plutôt en présence d'une œuvre didactique que d'une œuvre vivante. ».

### Postérité
L'œuvre, qualifiée d'élitiste, ne concerne que « quelques-uns seulement qui désirent des choses semblables et cherchent du même côté ». Toutefois, les exigences économiques des théâtres ne peuvent se contenter de cette approche. Si le public bruxellois est attentif à la création en 1927, l'œuvre est huée à Essen en janvier 1928. Présentée en concert à Munich en mai 1931, l'œuvre n'est reprise à Paris entre 1943 et 1952 que pour dix-sept représentations. Antigone demeure peu jouée et, comme le précise Willy Tappolet, « n'est pas destinée à la grande foule ».

## Analyse

### Argument

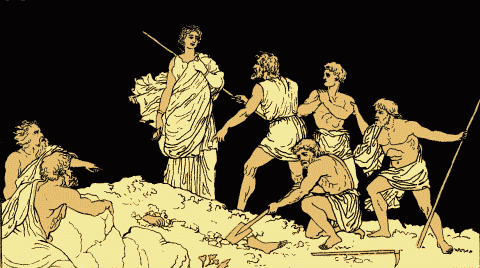
Antigone et le corps enseveli de Polynice

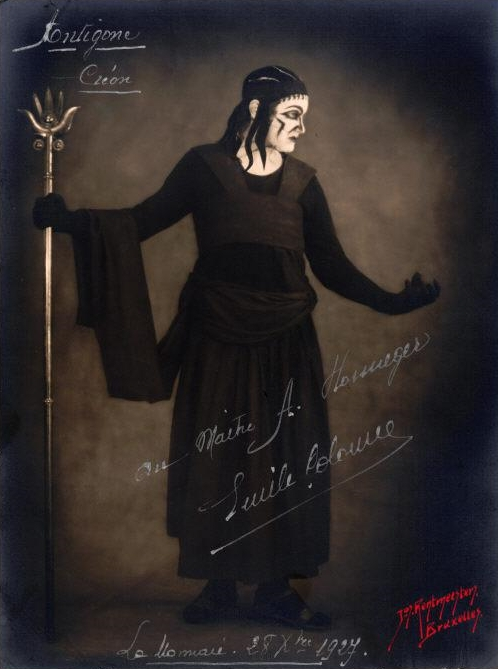
Le personnage de Créon joué par Emile Colonne dans le costumé créé par Coco Chanel

La tragédie grecque relate l'épisode de la livraison aux bêtes de la dépouille mortelle de Polynice par son oncle Créon, roi de Thèbes. Sa sœur Antigone viole le commandement de ne pas approcher du mort et décide de lui accorder une sépulture. Le devin aveugle Tirésias prédit à Créon les pires maux s'il attente à la vie d'Antigone. Créon, effrayé et nourri des plus profonds remords, décide de libérer Antigone mais arrive trop tard. Hémon, fils de Créon et fiancé d'Antigone se révolte contre son père tente de le tuer mais manque son geste et se poignarde. La reine Eurydice se suicide et Créon s'écroule. 

### Acte I
Le thème d'Antigone ouvre l'œuvre, par la succession des notes do, ré, fa, sol bémol. Les traits stridents du saxophone et de la scie musicale renforcent l'imagerie morbide tandis qu'Antigone fait ses adieux aux Thébains et que le coryphée lui répond. Créon refuse qu'on accorde à Polynice une sépulture et livre la dépouille aux bêtes sauvages. Mais l'ordre a été transgressé et un garde apparaît pour en informer Créon. Noir de colère, le roi ordonne qu'on cherche les coupables. Suit un interlude qui introduit le deuxième acte. 

### Acte II
Un garde a arrêté Antigone sur le fait et l'amène au palais pour subir l'interrogatoire de Créon. Le fils du roi et fiancé d'Antigone apparaît et se voit expliqué par son père le bien-fondé de la décision d'emmurer Antigone vivante pour avoir transgressé sa loi. S'ensuivent les lamentations d'Antigone. L'apparition du prophète Tirésias prédisant les pires maux à Créon s'il met sa menace à exécution est l'un des rares passages chantés de l'œuvre. L'air grandiose effraie Créon qui se précipite vers Antigone dans un grand unisson orchestral. Arrivant trop tard, la joie s'interrompt et laisse place à un interlude qui introduit le troisième acte.

### Acte III
Les fanfares précèdent une ode à Bacchus et Créon arrive trop tard. Il porte le cadavre de son fils Hémon qui vient de se tuer précédé par des accords sinistres. Eurydice se suicide et Créon supplie qu'on le tue. 

## Discographie
- Maurice Le Roux, Orchestre national de France, chœur de la RTF (1960)